# Prypecki Park Narodowy

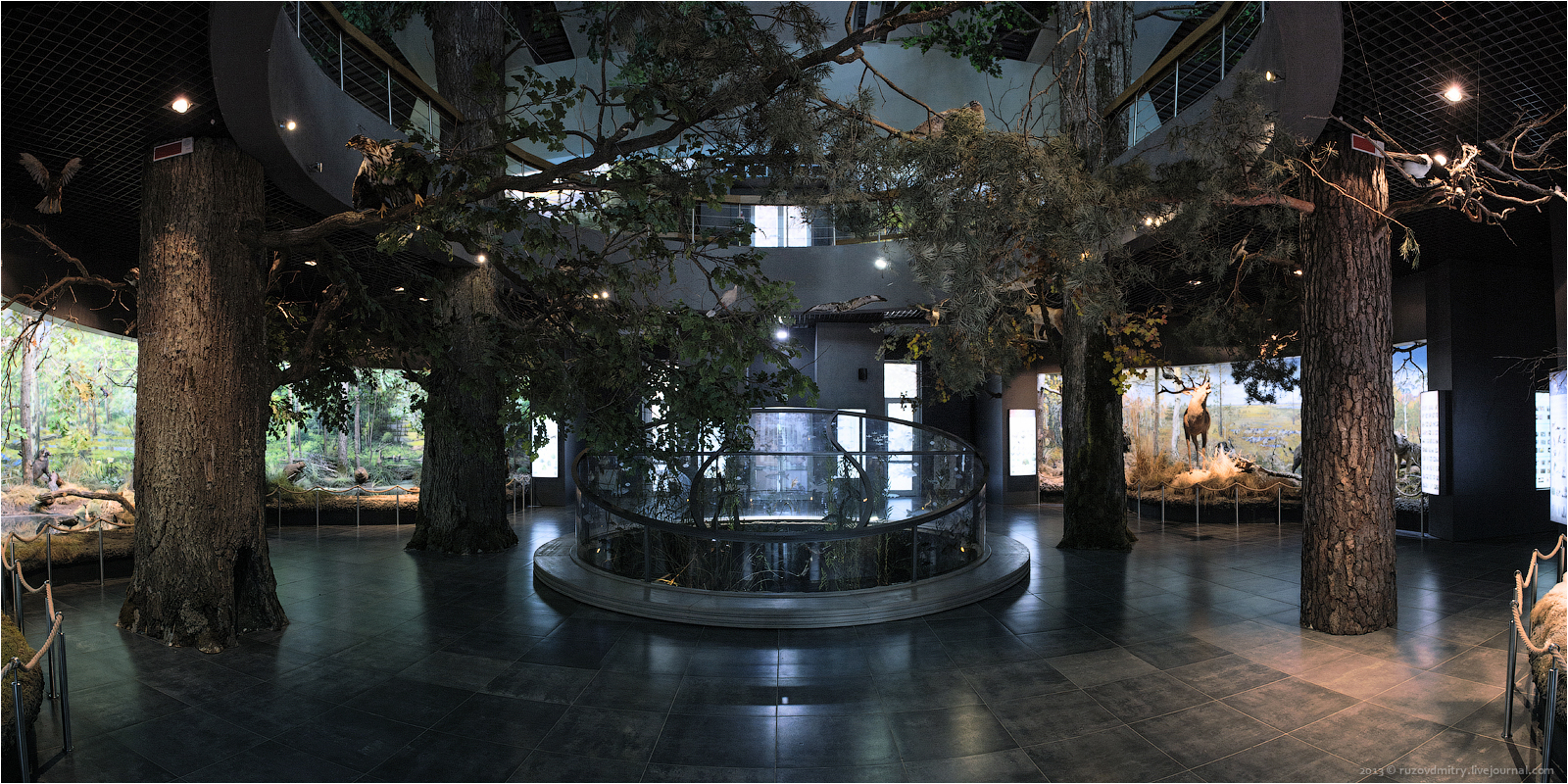
Muzeum Przyrodnicze w Laskowiczach

Prypecki Park Narodowy – park narodowy leżący na terenie południowej Białorusi, w obszarze wylewania Prypeci. Ma powierzchnię 634,58 km². Od 29 marca 2013 objęty jest konwencją ramsarską, a od roku 2004 włączony jest w teren Important Bird Area o nazwie Prypiackija bałoty.

## Położenie
Administracyjnie Prypecki Park Narodowy znajduje się na terenie rejonów lelczyckiego, petrykowskiego i żytkowickiego, w obwodzie homelskim. Siedziba władz parku znajduje się w Laskawiczach

## Historia
Pomysł utworzenia parku, który chroniłby obszary bagienne na Polesiu pojawiał się kilkakrotnie w latach 20. i 30. XX w. Władysław Szafer zaproponował największy europejski, doskonale zachowany, obszar bagienny – Bagna Olmańskie. W roku 1969 utworzono Prypecki Państwowy Rezerwat Krajobrazowo-Hydrologiczny.  W 1987 w rezerwacie odtworzono populacje żubra. 2 października 1996 Prypecki Rezerwat Przyrody przekształcono w Prypecki Park Narodowy.
Początkowo siedzibą władz parku był Turów. W 2003 została ona przeniesiona do Laskawicz, jednak w Turowie wciąż mieści się kilka instytucji parku.

## Warunki naturalne
Prypecki PN leży na terenie Polesia Prypeckiego. Znajduje się w dolinie Prypeci, w obszarze zalewowym w rozwidleniu prawych dopływów Prypeci – Stwihy i Uborci. Przez środek parku przepływa także inny dopływ Prypeci, Swinawod. Poza naturalnymi rzekami występują także pochodzące z końca XIX w. niszczejące kanały, którymi spławiano drewno na opał. Na obszarze parku znajduje się około 40 małych jezior. Na wschód od wsi Olmany znajdują się Jezioro Zasumińskie Wielkie, Jezioro Zasumińskie Małe oraz Błota Olmańskie z torfowiskami Krasnoje i Hało. Prócz tego występują liczne strumienie, także zalesione lub nie torfowiska i zadrzewione obszary podmokłe. Zalesione jest 74% parku, strumienie wraz ze zbiornikami wodnymi i bagnami zajmują 15%, a obszary trawiaste 6%. Prypecki Park Narodowy porasta 929 gatunków roślin, z czego 45 jest wpisanych do Białoruskiej Czerwonej Księgi Gatunków Zagrożonych.

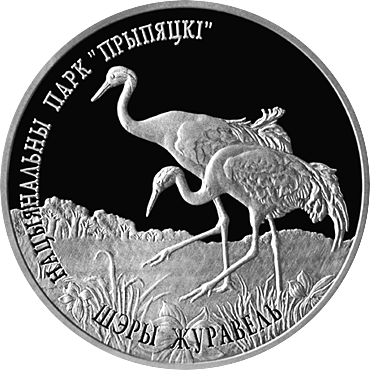
Żuraw na białoruskiej monecie pamiątkowej

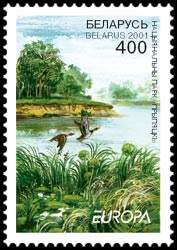
Białoruski znaczek pocztowy z 2001 roku

## Fauna
Do gatunków wymienionych w Czerwonej Księdze Gatunków Zagrożonych należą orzesznica (Muscardinus avellanarius), borsuk (Meles meles), ryś (Felis linx) oraz żubr (Bison bonasus). Ogółem występuje 51 gatunków ssaków, prócz wymienionych m.in.: żołędnica europejska (Eliomys quercinus), norka europejska (Mustela lutreola) i łoś (Alces alces). Występuje 38 gatunków ryb, są to m.in. sandacz pospolity (Sander lucioperca), miętus pospolity (Lota lota), boleń pospolity (Aspius aspius) i leszcz (Abramis brama). Występuje również 7 gatunków gadów i 11 gatunków płazów.
Gatunkami ptaków, które zadecydowały o uznaniu Prypeckiego Parku Narodowego za ostoję ptaków IBA są: narażone na wyginięcie orliki grubodziobe (Aquila clanga; w 2003 roku 4-6 gniazdujących par), bliskie zagrożenia dubelty (Gallinago media) oraz gatunki najmniejszej troski: derkacz zwyczajny (Crex crex), rybitwa białoczelna (Sterna albifrons), puszczyk zwyczajny (Strix aluco), dzięcioł średni (Dendrocopos medius) oraz dzięcioł trójpalczasty (Picoides tridactylus). Ogółem występuje 256 gatunków ptaków – 79% wszystkich występujących na Białorusi.
Na terenie parku możliwe jest wędkowanie i łowiectwo.